# Norman Rostoker
Norman Rostoker (* 16. August 1925 in Toronto; † 25. Dezember 2014 in Irvine) war ein kanadischer Physiker, der sich vor allem mit Plasmaphysik beschäftigt hat.

## Biografie
Rostoker studierte an der University of Toronto, wo er 1947 seinen Master-Abschluss in Physik machte, und wurde 1950 am Carnegie Institute of Technology promoviert, an dem er ab 1948 forschte. 1953 bis 1956 war er an der Armour Research Foundation und 1956 bis 1967 bei General Atomics in San Diego, ab 1965 als Manager für Fusions- und Plasmaphysik Projekte. Daneben war er 1962 bis 1965 Professor an der University of California, San Diego. Ab 1967 war er IBM Professor of Engineering an der Cornell University, wo er 1967 bis 1970 der Fakultät für Angewandte Physik vorstand. Er war dort einer der Gründer des Labors für gepulste Elektronen- und Ionenstrahlen. Ab 1973 war er Professor für Physik an der University of California, Irvine, wo er 1973 bis 1976 der Fakultät für Physik vorstand. Seit 2007 war er dort Professor Emeritus.
Zunächst beschäftigte er sich mit Explosivstoffen und Hohlladungen, Bandtheorie sowie Kernreaktoren und wandte sich um 1958 der Plasmaphysik zu. Er beschäftigte sich unter anderem mit der Physik von Ionenstrahlen hoher Intensität, nichtlineare Plasmaeigenschaften und Pinch-Plasmaeinschluß-Anordnungen hoher Dichte.
Rostoker verfolgte alternative Konzepte zur zivilen Kernfusion mit Teilchenbeschleunigertechnologien und den Konzepten der Magnetized Target Fusion  zugeordnet. Dabei war er 1998 wesentlich an der Gründung der Firma Tri Alpha Energy (TAE) im Großraum Los Angeles beteiligt, die das Projekt eines Colliding Beam Fusion Reactor verfolgte. Strahlen von Protonen und Bor werden in einen Plasmazustand überführt, das Plasma hält durch  Magnetfelder zusammen, die durch den Teilchenfluss in einem zylindrischen Plasma selbst erzeugt werden (field reverse configuration, FRC). Zwei solche Plasmen werden dann mit hoher Geschwindigkeit zur Kollision gebracht und bilden eine zigarrenförmige Konfiguration, die bis 3 m lang und 40 cm breit ist. Im Fusionsplasma entstehen bei der Proton-Bor-Fusion keine hochenergetische Neutronen wie beim Tokamak. Nach Rostoker werden dann Neutralteilchen mit hoher Geschwindigkeit tangential an die Plasmawolke eingeschossen, die Orbits am Rand des Plasmas folgen und für diesen als eine Art Schutz gegen das Abkühlen des Plasmas durch entweichende Teilchen dienen. 2015 konnten sie die erfolgreiche Aufrechterhaltung eines FRC-Plasmas über fünf Millisekunden bekanntgeben. Ein Zwischenschritt ist das Erreichen zehnmal höherer Plasmatemperaturen im Bereich der Fusion konventioneller Deuterium-Tritium-Plasmen (rund {\displaystyle \cdot 10^{7}} Grad Celsius), die dafür eingespeist werden, mit den bekannten damit verbundenen Problemen (hochenergetische Neutronen, Notwendigkeit der Tritium-Erzeugung, radioaktiv). Eigentliches Ziel aber die Fusion basierend auf Bor und Protonen, was noch viel höhere Temperaturen von {\displaystyle 3\cdot 10^{9}} Grad Celsius erfordert. Die erforderliche Temperatur ist zwar rund dreissigmal höher und die Energieausbeute pro Teilchen nur halb so hoch wie bei Deuterium-Tritium-Fusion, dafür ist Bor häufig vorhanden und es werden keine hochenergetischen Neutronen erzeugt. Nach dem Tod von Rostoker Ende 2014 wurde Michl Binderbauer CTO.
1988 erhielt er den James-Clerk-Maxwell-Preis für Plasmaphysik. 1972 war er Vorsitzender der Plasmaphysik-Abteilung der American Physical Society (APS). 1962 wurde er Fellow der APS.